# Britský expediční sbor

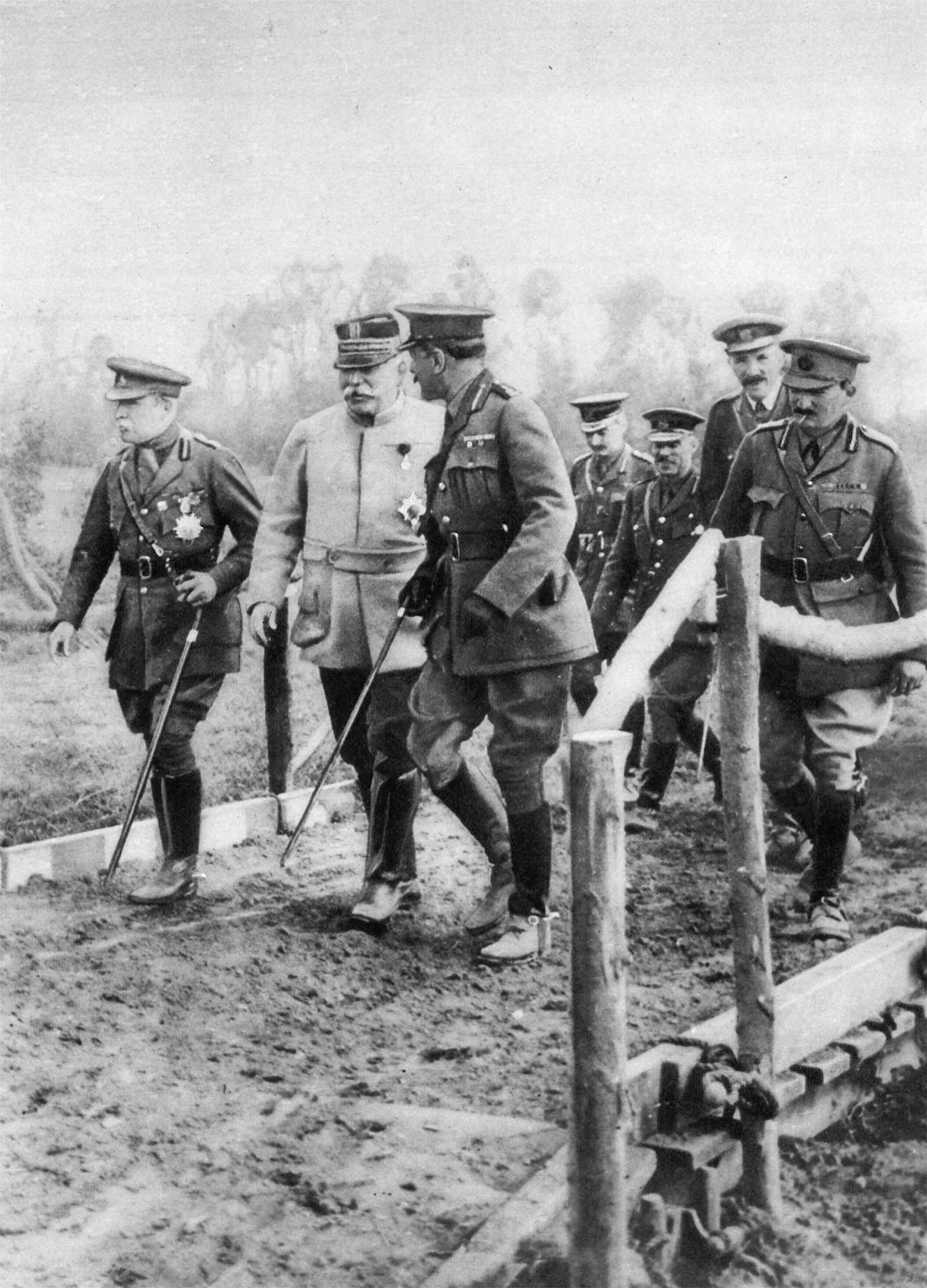
Generálové Haig, Joffre a French při inspekci na frontě (1915)

Britský expediční sbor (anglicky: British Expeditionary Force (BEF), méně používaný překlad Britské expediční síly) je označení kontingentu jednotek Britské armády, který se v první světové válce v letech 1914–1918 účastnil bojů ve Francii a Belgii.
Toto označení dostaly i britské jednotky vyslané do Evropy proti Německu na počátku druhé světové války (1939–1940), a později evakuované z Francie po jejich obklíčení u Dunkerque během operace Dynamo.
Plánování vzniku těchto jednotek souviselo s reformami ministra války Richarda Haldanea, kterými prošla armáda po skončení druhé búrské války. Sbor měl být připraven pro případ budoucí další války za hranicemi Velké Británie.

## Velitelé
První světová válka:
- 1914–1915 John Denton French
- 1915–1918 Douglas Haig

Druhá světová válka:
- 1939–1940 John Vereker (Lord Gort)